# Amir Rrahmani
Amir Kadri Rrahmani,  född den 24 februari 1994 i Pristina i FR Jugoslavien, är en kosovoalbansk fotbollsspelare (försvarare) som spelar för Napoli.

## Karriär
Den 20 januari 2020 värvades Rrahmani av Napoli, men lånades direkt tillbaka till Hellas Verona på ett låneavtal över resten av säsongen 2019/2020.